# Španski imperij
Španski imperij (špansko Imperio español) bil je prvi pravi svetovni kolonialni imperij in istočasno prva evropska država, v kateri sonce ni nikoli zašlo. Z osvojitvijo Kanarskih otokov in s Kolumbovim odkritjem Amerike leta 1492, kot tudi Magellanovim potovanjem med letoma 1520 in 1522, je Španija začela velik proces kolonializacije novoodkritih območij in kolonializma. Španski kolonialni imperij se je raztezal na Južno in Srednjo Ameriko, velik del Severne Amerike, Karibov, na dele Afrike, Azije in Oceanije.
Svoj vrhunec je imperij doživel v 16. in 17. stoletju, svoj konec pa v 19. stoletju z osamosvojitvijo kolonij v Južni Ameriki ter izgubo drugih kolonialnih posesti.
Španski imperij je bil prvi svetovni imperij zato ker se je prvič v zgodovini razprostiralo po skoraj vseh kontinentih, komunikacija pa se, za razliko od Rimskega imperija, ni odvijala samo po kopnem, temveč je obsegal tudi prekomorska območja.

## Območja Španskega imperija
Ni soglasja med zgodovinarji glede odgovora na vprašanje, katera območja je obsegal Španski imperij. Problem nastane prvenstveno v razmejitvi med posestmi Španije na čelu s kraljem in kraljevih nasledstvenih posesti. Tako se pojavi problem španske Nizozemske, ki se tradicionalno uvršča kot del imperija, po drugi strani pa jo nekateri zgodovinarji izključujejo in trdijo da so to osebne nasledstvene posesti Habsburžanov.

### Amerika
- Podkraljestvo Nova Španija: sedanje države Mehika, Kalifornija, Nova Mehika, Arizona, Teksas, Nevada, Florida, Utah in del Kolorada, Wyominga, Kansasa in Oklahome v ZDA. Ta območja je imela Španija pod svojo kontrolo od 1519 do 1821. Potrebno je poudariti, da se je neodvisnost Nove Španije začela 1810, a formalno deklarirana 1813 na kongresu v Chilpancingu. Obdobje med tema letoma in razglasitvijo neodvinosti Mehike (1821.) označuje borbo proti metropoli in napore za mednarodno priznanje nove države.
- Glavna kapetanija Gvatemala ali Kraljestvo Gvtemale: obsegala je območja Gvatemale, Salvadorja, Nikaragve, Hondurasa, Kostarike in mehiške države Chiapas. Razglasila je svojo neodvisnost leta 1821 z vstopom v prvo mehiško cesarstvo, iz katerega je izstopila leta 1824.
- Luisiana: odstopljena od Francije je Španija vršila svojo oblast nad tem območjem od leta 1762. do 1801. Vključevala je območja današnjih ameriških držav Louisiana, Arkansas, Oklahoma, Kansas, Nebraska, Južna Dakota, Severna Dakota, Wyoming, Montana, Idaho, Minnesota in Iowa.
- Podkraljestvo Nova Granada: obsegalo je današnje države Panama, Kolumbija in Ekvador.
- Glavna kapetanija Venezuela: obsegalo je današnjo Venezuelo.
- Podkraljestvo Peru: obsegalo je današnji Peru.
- Podkraljestvo Río de la Plata: obsegalo je današnje države Bolivija, Argentina (razen Patagonije), Paragvaj in Urugvaj.
- Splošna kapetanija Čile: današnji Čile in regijo Patagonija.
- Otoška območja: današnja Kuba, Portoriko, Dominikanska republika, Bahami (do 1670.), Antigva in Barbuda (od 1493. do 1632.), Trinidad in Tobago, Granada (od 1498. do 1674.), Jamajka (do 1655.), Sveti Krištof in Nevis, Dominika (od 1493. do 1783.), Barbados (od 1518. do 1624.), Sveta Lucija (od 1504. do 1654.),

### Azija
- Filipini (1521. - 1898.)
- Protektorat nad Kambodžo (1597. - 1599.)
- sever Tajvana (1626. - 1642.)
- Obstajala so tudi nekatera španska naselja na otokih Nova Gvineja in Borneo.

### Afrika
- Zahodna Sahara: od 1885. do 1975.
- Španski protektorat nad Marokom: od 1912. do 1956.
- Ifni: od 1860 do 1969.
- Španska Gvineja (danes Ekvatorialna Gvineja: od 1843. do 1968.

### Evropa
- Neapeljsko kraljestvo: današnji jug Italije, skupaj z otoki Sicilija, Sardinija in Malta.
- Franche-Comté: v srednjem delu Francije.
- Vojvodstvo Milano na severu Italije.
- Španska Nizozemska: današnja Belgija, Luksemburg in Nizozemska.

Večino posesti v Evropi so izgubili leta 1710 z utrechtskim mirom.

### Oceanija
- Gvam, vse do leta 1898., izgubljen v špansko-ameriški vojni.
- Karolinški otoki, Marianski otoki in Palau: vse do leta 1899., ko so jih prodali Nemčiji.

## Zapuščina
S širjenjem španskega kolonialnega imperija se je širil tudi vpliv španščine in kulture. Španija je, kot izrazito katoliška država, širila verski nauk katoliške Cerkve nasilno s pokristjanjevanjem lokalnega prebivalstva.
Rezultati stoletne dominacije Španije so vidni še danes. Španščina je v vseh državah, ki so nastale na območju nekdanjega imperija uradni jezik. Večina prebivalcev (ponekod skoraj  stoodstotno) je katoličanov.
Španija (podobno kot Združeno kraljestvo) še naprej razvija posebne odnose z državami, ki so bile del njenega imperija.